# Clyde River
Clyde River (v inuktitutu ᑲᖏᖅᑐᒑᐱᒃ, Kanngiqtugaapik) je malá osada na kanadském Baffinově ostrově v provincii Nunavut.
V roce 2006 žilo v osadě 820 obyvatel, převážně Eskymáků. Oproti poslednímu sčítání z roku 2001 je to narůst 4,5%. Protože zde přibývá hodně dětí, byla zde otevřena škola. Dále jsou v osadě dva obchody, kostel, zdravotní středisko a samozřejmě hotel.
Doprava je zajištěna letecky. Z letiště létají pravidelné lety do městeček Iqaluit a Pond Inlet.